# 올렉산드르 투르치노우
올렉산드르 발렌티노비치 투르치노우(우크라이나어: Олекса́ндр Валенти́нович Турчи́нов, 1964년 3월 31일~)는 우크라이나의 정치인이다. 빅토르 야누코비치 대통령이 탄핵되면서 임시 대통령을 지낸 바 있다. 현재는 페트로 포로셴코의 정당인 유럽연대당에 합류하여 당 지도부에 속해 있다.
투르치노우는 당시 임시 총리를 하기도 하였다. 투르치노우는 바티키우시나("조국")당의 제1부의장이며, 오렌지 혁명의 주역인 율리야 티모셴코의 가까운 동료이다.